# Exosonic
Exosonic, Inc est une start-up américaine qui concevait un avion supersonique. L’entreprise espérait obtenir la certification de son appareil d’ici 2029. Exosonic a annoncé le 8 novembre 2024 qu’elle entamait un processus de fermeture.

## Historique
La société a été fondée en 2019. En août 2020, elle a reçu un contrat de recherche en innovation pour les petites entreprises d’un million de dollars de la part de l’United States Air Force pour prototyper son avion destiné à être utilisé comme Air Force One.

## Appareil
L’avion proposé par Exosonic était un avion de ligne volant à Mach 1,8 et comportant 70 sièges. En juin 2021, la conception faisait l’objet de tests en soufflerie à échelle réduite. L’appareil était sous contrat pour être modifié afin de remplir éventuellement le rôle d’Air Force One.